# Reginald Howard Wilenski
Reginald Howard Wilenski (7. března 1887 – 19. dubna 1975) byl anglický malíř, umělecký historik a kritik, známý pro své knihy The Modern Movement in Art (1927), The Meaning of Modern Sculpture (1932), a psychologickou studii Johna Ruskina (1933).

## Životopis
Reginald Wilenski se narodil v Londýně dne 7. března 1887 jako syn majitele obchodního domu Abrahama Arthura Wilenskiho a jeho ženy Alice (rozené Simeon). Studoval na St. Paul's School v Londýně a poté na Balliol College na Oxfordské univerzitě. Po roce odešel studovat malířství do Mnichova a Paříže, do Londýna se vrátil v roce 1909. Jeho kariéra malíře nebyla příliš úspěšná. Během první světové války pracoval ve zpravodajském oddělení britské armády War Office. Pro časopis Evening Standard psal umělecké recenze. Později přednášel o umění, nejprve na univerzitě v Bristolu a poté na univerzitě v Manchesteru. Během druhé světové války pracoval od roku 1939 do 1941 jako tiskový cenzor pro Evropskou službu BBC od roku 1941 do roku 1944 jako mluvčí. V roce 1967 byl vyznamenán řádem Légion d'honneur (Řád Čestné legie). V září 1914 se v Kensingtonu oženil s Marjorie Isold Harlandovou (1889–1965), dcerou Roberta Wilsona Harlanda, civilního inženýra. V letech 1929–1930 byl speciálním lektorem umění na univerzitě v Bristolu. V letech 1933 až 1945 přednášel dějiny umění na Manchesterské univerzitě, kde také získal v roce 1938 čestný titul Master of Arts. V roce 1946 namaloval akvarelový portrét básníka T. S. Eliota.

## Wilensky spisovatel
Wilenski byl plodným autorem. Jeho stěžejní dílo je kniha The Modern Movement in Art (Moderní směry v umění) z roku 1927, kterou věnoval Geoffreyovi Faberovi, který ho povzbuzoval k napsání tohoto díla. Všechny jeho knihy byly zaměřeny na vzdělaného laika a Wilensky v nich ukázal svou novinářskou schopnost vyjadřovat význam pomocí chytlavých frází, periodizace a snadno pochopitelného jazyka. Pro Wilenského bylo cílem studia dějin umění umožnit pochopení současného umění roku 1932 a odmítal myšlenku, že už Řekové dosáhli dokonalosti v sochařství. Diskutoval o starém sochařství s odkazem na jeho společenskou funkci spíše než na estetickou hodnotu, kterou Wilensky zpochybňoval. Jeho pohled popsal Peter Stewart z Oxfordské univerzity jako pozoruhodný a zatracující staré umění tím, že ho vytáhl z rukou znalců a diletantů. V roce 1933 napsal studii o Johnu Ruskinovi John Ruskin: An Introduction to Further Study of his Life and Work (John Ruskin: Úvod do dalšího studia jeho života a díla), v němž se pokusil o psychologickou interpretaci jeho života a práce. Tvrdil, že John Ruskin byl od mládí maniodepresivní a duševně nemocný, ale uznává, že on (Wilenski) nemá žádnou kvalifikaci v oblasti duševního zdraví. Zemřel na bronchopneumonii v Marlow Cottage Hospital, Buckinghamshire 19. dubna 1975.

## Vybrané publikace

### 1920
- Stanley Spencer. Ernest Benn, London, 1924. (As R.H.W.) (Contemporary British Artists series)
- The Modern Movement in Art. Faber & Gwyer, London, 1927.
- An Introduction to Dutch Art. Faber & Gwyer, London, 1929.
- Italian Painting. T. C. & E. C. Jack, London & Edinburgh, 1929. (With Paul George Konody)

### 1930
- A Miniature History of European Art. Oxford University Press, 1930.
- French Painting. Medici Society, London, 1931.
- An Outline of French Painting. Faber & Faber, London, 1932.
- The Meaning of Modern Sculpture. Faber & Faber, London, 1932.
- English Painting. Faber & Faber, London, 1933.
- John Ruskin: An Introduction to Further Study of his Life and Work. Faber, London, 1933.
- The Study of Art. Faber & Faber, London, 1934.

### 1940 a později
- Modern French Painters. Faber & Faber, London, 1940.[1]
- An Outline of English Painting. Faber & Faber, London, 1947.
- Flemish Painters, 1430–1830. Faber & Faber, London, 1960. (2 vols.)